# Hemvärnsungdom
Hemvärnsungdom eller HvU är hemvärnets ungdomsverksamhet. Verksamheten är spridd över stora delar av Sverige. Liknande verksamhet bedrivs även av Försvarsutbildarna, Sjövärnskåren (marin inriktning) och Flygvapenfrivilligas Riksförbund (flygvapeninriktining). Deltagare i Hemvärnsungdom måste ha fyllt 15 år. Syftet med Hemvärnsungdom är att ge ungdomar försvarsupplysning, yrkesinformation om försvarsmakten, utbildning och fritidsverksamhet. Organisationen arrangerar kurser på följande nivåer: 1:a kurs, 2:a kurs, 3:e kurs, 4:e kurs samt 5:e kurs. 
Fram tills 2015-01-01 var kursstegen benämnd: GK (Grundkurs) FK (Fortsättningskurs) LK1 (Ledarskapskurs 1) LK2 (Ledarskapskurs 2)
Reglerna för ungdomarna är att de ej får bära grader på kragspeglarna och de får inte utbildas i strid innan de är 18 år fyllda. De måste bära ett gult märke där det står "Ungdom" över bröstet. 
De får bära fältuniform m/90 under dessa förutsättningar. 
För att bli instruktör för ungdomarna måste man ha gått en Ungdomsledarutbildning. Denna arrangeras av både Försvarsutbildarna och Hemvärnets stridsskola. 

## Verksamhet
Hemvärnsungdomarna genomgår militär träning i bl.a. förläggning, CBRN, HLR, sjukvård, sambandstjänst, fysisk träning, orientering, totalförsvarskunskap, militär exercis, grundläggande vapenutbildning (med Gevär .22 och från 18 år AK4 B eller AK5C) och från att man är 17 år (LK1) tränas man även i patrullering och ledarskap (grupp och pluton). Från 18 års ålder får man tränas i stridsmoment